# Уайкомико (окръг, Мериленд)
Окръг Уайкомико (на английски: Wicomico County) е окръг в щата Мериленд, Съединени американски щати. Площта му е 1036 km², а населението – 102 577 души (2016). Административен център е град Салзбъри.